# Lundbeck
Lundbeck (H. Lundbeck A/S) est une société pharmaceutique internationale danoise engagée dans le développement, la production et la commercialisation de médicaments pour le traitement des troubles psychiatriques et neurologiques. 
Lundbeck est un laboratoire spécialisé dans les maladies du Système Nerveux Central (SNC) : la dépendance à l'alcool, la dépression, la maladie d'Alzheimer, la maladie de Parkinson, la schizophrénie, les troubles anxieux et bipolaires. 

## Histoire
La société a été fondée par Hans Lundbeck en 1915, et a d'abord été une société de négoce fournissant une variété de produits sur le marché danois, y compris des machines pour la fabrication de feuille d'aluminium, des édulcorants artificiels et du matériel photographique. 
Lundbeck est entrée sur le marché pharmaceutique en 1924 avec l'importation de médicaments et de cosmétiques de sociétés établies dans d'autres pays européens et américains. À la fin des années 1930, Lundbeck a commencé à produire ses propres médicaments et avait établi son propre département de recherche. La production a continué au cours de la Seconde Guerre mondiale, bien qu'elle ait été limitée en raison d'un manque de matières premières. 
Après la guerre, Lundbeck a continué de croître, et est devenue une importante société pharmaceutique internationale axée sur la production de médicaments utilisés pour traiter les troubles et les maladies du système nerveux central. En 2007, les revenus de la société s'élèvent à 1,47 milliard d'euros. 
Présent en France depuis 1992, le groupe Lundbeck a investi 30 millions d'euros sur 3 ans dans sa première unité de production pharmaceutique. 
En 2009, Lundbeck a finalisé l'acquisition de Ovation Pharmaceuticals, une société américaine biopharmaceutique qui a été fondée en 2000 par Jeffrey Aronin et le Dr Joel E. Bernstein. 
Le groupe danois a annoncé le 19 août 2015 une grande vague de licenciements touchant environ 1 000 salariés, soit environ 1/6 des effectifs, en raison de plus de 500 millions d'euros de pertes au 2e trimestre.
En mars 2018, Lundbeck annonce l'acquisition de Prexton Therapeutics, spécialisée notamment dans la maladie de Parkinson, pour 1,1 milliard de dollars.
En septembre 2019, Lundbeck annonce l'acquisition d'Alder, une entreprise spécialisée dans un traitement contre la migraine, pour 2 milliards de dollars.
En octobre 2024, Lundbeck annonce l'acquisition pour 2,6 milliards de dollars de Longboard Pharmaceuticals, une entreprise américaine spécialisée dans les traitements contre l'épilepsie. 

## Produits

### L'escitalopram
L'escitalopram est un inhibiteur sélectif de la recapture de la sérotonine (ISRS) utilisé dans le traitement de la dépression

### La mémantine
La mémantine est utilisée, avec une efficacité très controversée, dans le traitement de la maladie d'Alzheimer.

### Barbituriques
La société Lundbeck produit également le médicament barbiturique (pentobarbital) et en détient la licence exclusive de production aux États-Unis. 

### Pentobarbital et injections létales aux États-Unis
Ce médicament a été retenu comme substitut au sodium thiopental dans le cocktail de trois médicaments utilisé pour l'injection létale. Plusieurs ONG humanitaires dont Reprieve et Amnesty International, comme de nombreux abolitionnistes dans le monde, critiquent le fait que Lundbeck ne s'assure pas de l'usage final du Nembutal qu'en font les importateurs du produit afin de prévenir son utilisation à des fins d'exécutions dans les pénitenciers américains. La compagnie Lundbeck n'a par ailleurs pas effectué de recherche afin de s'assurer de la sécurité du produit comme ingrédient dans l'injection létale. Par ailleurs, Lundbeck a écrit aux autorités carcérales américaines leur demandant que le pentobarbital ne soit pas autorisé comme agent létal.
Dans une lettre adressée à M. Rasmussen, premier ministre danois, Mme Bianca Jagger, ambassadrice de bonne volonté du Conseil de l’Europe, a également exprimé son « horreur et sa préoccupation profonde » pour ce qu'elle « considère comme une violation flagrante des droits humains fondamentaux ».
En 2011, le PDG de Lundbeck, Ulf Wiinberg, a reconnu avoir versé de l'argent à des médecins américains influents, Lawrence J Hirsch et Michael D Frost, qui ont demandé que le pentobarbital ne soit pas retiré du marché pharmaceutique américain.